# سيخيريس
بلدية سيخيريس (بالإسبانية: Sigeres) هي بلدية تقع في مقاطعة آبلة التابعة لمنطقة قشتالة وليون وسط إسبانيا.

## الديموغرافيا
بلغ عدد سكان بلدية سيخيريس 59 نسمة عام 2011 (وفقاً للمعهد الوطني للإحصاء الإسباني).
| 84 | 77 | 73 | 73 | 69 | 63 | 59 |